# María Bastarós
María Bastarós Hernández  (Zaragoza, 1987) es escritora, historiadora del arte y gestora cultural española.

## Biografía
María Bastarós Hernández, es una historiadora del arte, gestora cultural y escritora nacida en Zaragoza y afincada en Valencia.
Fue promotora de la plataforma cultural feminista QuiénCoñoEs (2015-2018), ya extinta, galardonada con el II Premio MAV a mejor iniciativa de autora menor de 35 años.
En 2017 fue coautora junto a Ignacio Moreno Segarra de Amor diverso primer itinerario museístico LGTBIQ a escala nacional, encargado por el museo Thyssen Bornemisza. (Siguiendo la organización en las salas de la colección Thyssen-Bornemisza, basada en la cronología, Amor diverso propone un recorrido desde Bronzino a Hockney con una mirada diferente para abordar conceptos como la identidad y orientación sexual.)
Ha comisariado las exposiciones Muerte a los grandes relatos (Matadero Intermediae) Apropiacionismo, disidencia y sabotaje  y Ultravioleta. Didácticas desde los feminismos (ambas en la Sala Juana Francés, Zaragoza) y ciclos de performance, instalación y ponencias como Inesperadxs (ETOPIA Centro de Arte y Tecnología, Centro de Historias, Sala Juana Francés, Harinera ZGZ Espacio Creativo).
En 2018 publica su novela Historia de España contada a las niñas, un libro cargado de violencia, y a menudo definido como «literatura punk», que cuestiona el relato oficial de la Historia a partir de la mirada de tres generaciones de mujeres originarias de una remota aldea de Soria. Fue galardonado con el premio Puchi Award (2018), el Premio Cálamo Otra Mirada (2019) y el Premio de Narrativa de la Asociación de Críticos de Valencia (2019).
El mismo año publica -erstory. Una historia ilustrada de las mujeres (Lumen), un recorrido histórico con perspectiva de género, decolonial y transfeminista.
En 2019 su relato «Fantasma» abre la antología de cuentosYa no recuerdo qué quería ser de mayor (Temas de hoy). 
En 2021 publica Sexbook. Una historia ilustrada de la sexualidad (Lumen), un recorrido ácido y riguroso por la historia de las prácticas sexuales, la intimidad, la lucha LGTB y la identidad de género.
El mismo año publica No era a esto a lo que veníamos (Candaya), una recopilación de relatos  ubicados en el desierto los Monegros, la Bardenas Reales, polígono industriales, carreteras perdidas y otro espacios marginales. Los relatos de No era a esto a lo que veníamos desprenden un desasosiego semejante al de autoras como Agota Kristof cuando aborda la crueldad y la dureza del mundo infantil; o al de Donald Ray Pollock al tratar la familia y sus distintas fracturas; o al de Jon Bilbao hurgando en lo insólito cotidiano, esos instantes en que las normas de una vida ordenada parecen subvertirse y traer el horror, el caos o el absurdo.
Sus artículos y texto de ficción han sido publicados por medios como Verne,, Píkara Magazine o El Diario. En el marco del Covid-19 idea y gestiona la iniciativa Sentim les llibreries en confluencia con librerías de la Comunidad Valenciana. Ha trabajado para productoras de contenido como Globomedia y Atresmedia. Imparte clases de escritura creativa en la Escuela Fuentetaja.

## Obras publicadas
- 2018 - Herstory. Una historia ilustrada de las mujeres (Lumen).[10]

- 2018 - Historia de España contada a las niñas. (Fulgencio Pimentel).[12]

- 2019 - Ya no recuerdo qué quería ser de mayor. (Temas de hoy). (Antología de cuentos).[13]

- 2021 - Sexbook. Una historia ilustrada de la sexualidad. (Lumen).

- 2021 - No era a esto a lo que veníamos. (Candaya). (Antología de cuentos).

## Premios y reconocimientos
- 2015. Premio de Excelencia Fin de Carrera Carlos Riba (Universidad de Zaragoza).
- 2016. II Premio MAV (Mujeres en las artes visuales) al Mejor Proyecto de Autora Menor de 35 Años.
- 2018. Premio Puchi Award.[14]

- 2018. Premio Cálamo "Otra Mirada".[15]

- 2019. Premio de Narrativa de la Crítica Valenciana.[16]